# جایزه کیبل‌ای‌سی‌ئی
جایزهٔ کیبل‌اِی‌سی‌ئی (انگلیسی: CableACE Award) نام جایزه‌ای بود که از سال ۱۹۷۸ تا ۱۹۹۷ میلادی به برترین‌های تلویزیون کابلی آمریکا اهدا می‌شد.
ابداع‌کنندهٔ این جایزه، «انجمن ملی تلویزیون کابلی» آمریکا بود که رقیبی برای جایزه امی ساعات پربیننده بود که تا سال ۱۹۸۸ میلادی (چهلمین دوره این مراسم)، محصولات تلویزیون کابلی را به رسمیت نمی‌شناخت.
جایزه کیبل‌اِی‌سی‌ئی، جنسی بلورین داشت و به شکل «آسِ پیک» ساخته شده بود.